# 立陶宛国旗
立陶宛国旗由黄、绿、红水平三色条带构成，于1918年立陶宛独立时启用。1940年，立陶宛被苏联吞并，1941至1944年又被纳粹德国占领。从第二次世界大战末的1945年开始，立陶宛由苏联占领并更名立陶宛苏维埃社会主义共和国直至1989年，采用的立陶宛苏维埃社会主义共和国国旗以红色为主，与苏联国旗基本相同，后又在旗帜下部增加白色窄条和绿色宽条。
1989年3月20日，立陶宛恢复使用1918至1940年独立期间的国旗，此时距该国再度独立还有近一年，离苏联解体还有近三年。国旗最近一次修改是2004年，将长宽比从二比一改成五比三。

## 历史

带有立陶宛国徽图案的1410年战旗

1918至1940年的立陶宛国旗

### 历史旗帜
扬·德乌戈什作于15世纪的《普鲁士的纹章》（Banderia Prutenorum）包含最早的立陶宛旗帜记载，即1410年格伦瓦德之战中出现的两面旗帜。大部分参战兵团带着绘有“维提斯”（Vytis）的红色旗帜，“维提斯”与立陶宛现行国徽图案基本相同，这种红色旗帜后来成为立陶宛战旗，再于2004年成为政府旗。不带“维提斯”的兵团所带旗帜同样是红色，绘有“格迪米纳斯塔”。携带“维提斯”的兵团属立陶宛大公国，携带“格迪米纳斯塔”的属立陶宛贵族。立陶宛大公国此后数百年都采用“维提斯”旗帜，直至18世纪末被俄罗斯帝国吞并。

### 现代国旗的诞生
黄绿红三色旗的诞生主要受欧洲其他共和国变更旗帜影响，特别是法国大革命后问世的蓝白红三色旗。黄绿红三色旗面世前，立陶宛还曾出现代表小立陶宛的绿白红旗。
黄绿红三色的确切提议源头如今已不可考，通常认为源自19世纪流亡美国或欧洲其他地区的立陶宛侨民。三种颜色在立陶宛的民间纺织品和民族服饰上十分常见。根据1905年维尔纽斯大议会的表决结果，支持黄绿红三色旗成为立陶宛国旗的人士超过维提斯。维提斯虽有约纳斯·巴萨纳维丘斯（Jonas Basanavičius）的极力支持，但主要是因三大原因落选：首先，考虑到这是立陶宛国旗，议会希望与立陶宛大公国的旗帜保持距离，因为该国当时还包括现在的独立国家白俄罗斯与乌克兰；其次，红色是革命者的颜色，他们往往同马克思主义或共产主义诉求相辅相成；最后，维提斯图案太复杂，不易织就。
1917年维尔纽斯议会期间，国旗再度成为争议焦点。旗上的绿色和红色因在立陶宛民间美术品盛行入选，画家安塔纳斯·日穆伊济纳维丘斯（Antanas Žmuidzinavičius）用红绿两色小旗装饰议会大厅，但与会代表觉得这样的设计过于暗淡和阴郁。塔德乌什·多夫吉尔德（Tadeusz Dowgird）提议在红色和绿色中间增加代表早上太阳升起的黄色窄条，这样红色就像阳光照亮的云层，绿色代表田野和树林。议会决定组建特别委员会解决国旗设计问题，委员会成员包括巴萨纳维丘斯、多夫吉尔德和日穆伊济纳维丘斯。1918年4月19日，委员会将最终方案交立陶宛國民大會审议，旗帜仍以三色条纹为主，黄色在上方，中间是绿色，红色垫底，维提斯上的骑士位于左上角或中上。国民大会接受方案，但1922年版《立陶宛宪法》中完全没有提到维提斯上的骑士，规定的国旗设计便只有黄绿红三色，与如今立陶宛使用的国旗相同。此后修改国旗设计的提议继续出现，但整个战间期都没有通过任何实质调整方案。

### 苏联时期

立陶宛苏维埃社会主义共和国国旗（1940至1941年，1944至1953年）

立陶宛苏维埃社会主义共和国国旗（1953至1988年）

立陶宛苏维埃社会主义共和国国旗背面

第二次世界大战爆发后，立陶宛先被苏联占领（1940至1941年），接下来又落下纳粹德国之手（1941至1944年），然后再被苏联吞并近半个世纪（1944至1990年）。在此期间，使用立陶宛国旗是违法行为。立陶宛被苏联吞并后更名立陶宛苏维埃社会主义共和国，二战结束后立刻使用的旗帜类似苏联国旗，主体为红色，左边的金色锤子与镰刀上方有金色无衬线体拉丁字符，是立陶宛语“立陶宛苏维埃社会主义共和国”之意。1953年，旗帜上的由五角星代替，红色减至占据上方三分之二，下面分别是宽十二分之一的白色窄条和宽四分之一的绿色宽条。

### 恢复现代国旗

1988至2004年的立陶宛国旗，长宽比二比一，而非现行的五比三

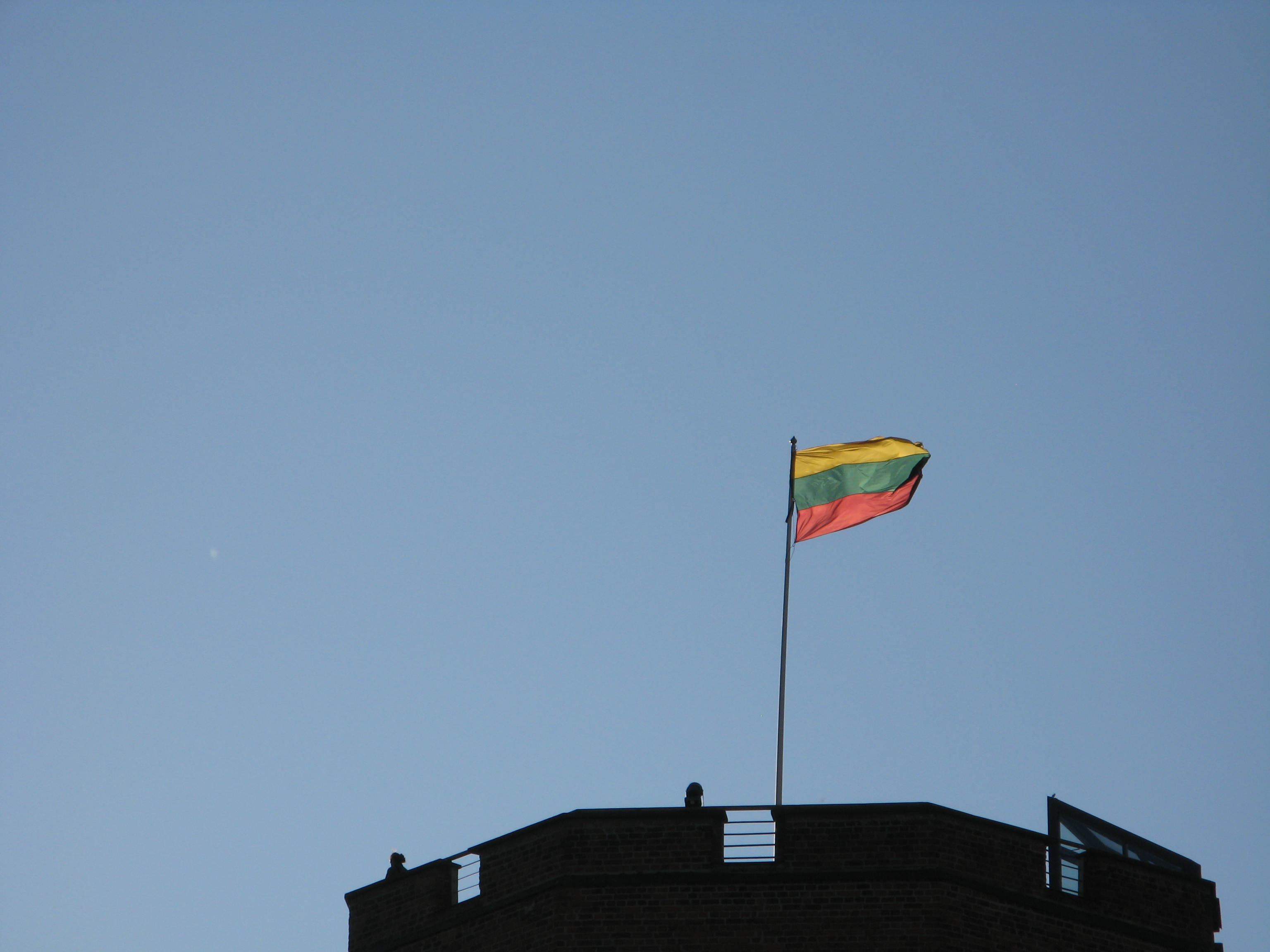
维尔纽斯城堡建筑群上飘扬的立陶宛国旗

1988年，立陶宛独立运动正在积蓄力量，立陶宛最高苏维埃修改《立陶宛苏维埃社会主义共和国宪法》（《基本法》）第168条，再度确定三色旗为立陶宛国旗。旗帜为矩形，由三条同宽水平色带组成，上方是黄色，中间是绿色，下面是红色，长宽比二比一，与苏联加盟共和国国旗相同。1990年3月11日通过的临时宪法第-10条确认上述国旗设计。
脱离苏联独立后，三色旗写入新版《立陶宛宪法》，并在1992年宪法公投通过。新宪法没有明确规定国旗长宽比，所以此后十余年继续保持二比一。2004年7月8日，1991年的“国旗及其他旗帜法”由-2331法令修改，长宽比改成五比三。

## 设计和象征含义
- 1991年6月26日，立陶宛共和国立陶宛政府旗帜法（法律编号-1497）通过，其中规定政府旗的设计、尺寸和用途。2004年的修订（法律编号-2331）正式将“维提斯”历史旗帜定为政府旗，另一项最显著的变化就是把旗帜长宽比从二比一改成五比三，新法由瓦尔达斯·阿达姆库斯总统签字后在同年9月1日生效。[8]

- 国旗上的黄色旨在代表太阳和繁荣，绿色代表树林、乡村、自由和希望，红色代表为国献身者的鲜血和勇敢[1]。国旗和政府旗的颜色按彩通配色系统的彩通色卡定义，长宽比必须是五比三，标准尺寸长1.7米，宽1米。旗帜尺寸无强制规定，但必须满足长宽比和颜色规定。[8]正式彩通色彩编码及其他替换方案于2004年公布如下：

| 顏色標準       | 黄                    | 绿                   | 红                   |
| -------------- | --------------------- | -------------------- | -------------------- |
| 彩通           | 15-0955 TP / 1235 c/u | 19-6026 TP / 349 c/u | 19-1664 TP / 180 c/u |
| 三原色光模式   | 253-185-19            | 0-106-68             | 193-39-45            |
| 网页颜色       | FDB913                | 006A44               | C1272D               |
| 印刷四分色模式 | 0-30-100-0            | 100-55-100-0         | 25-100-100-0         |

## 政府旗

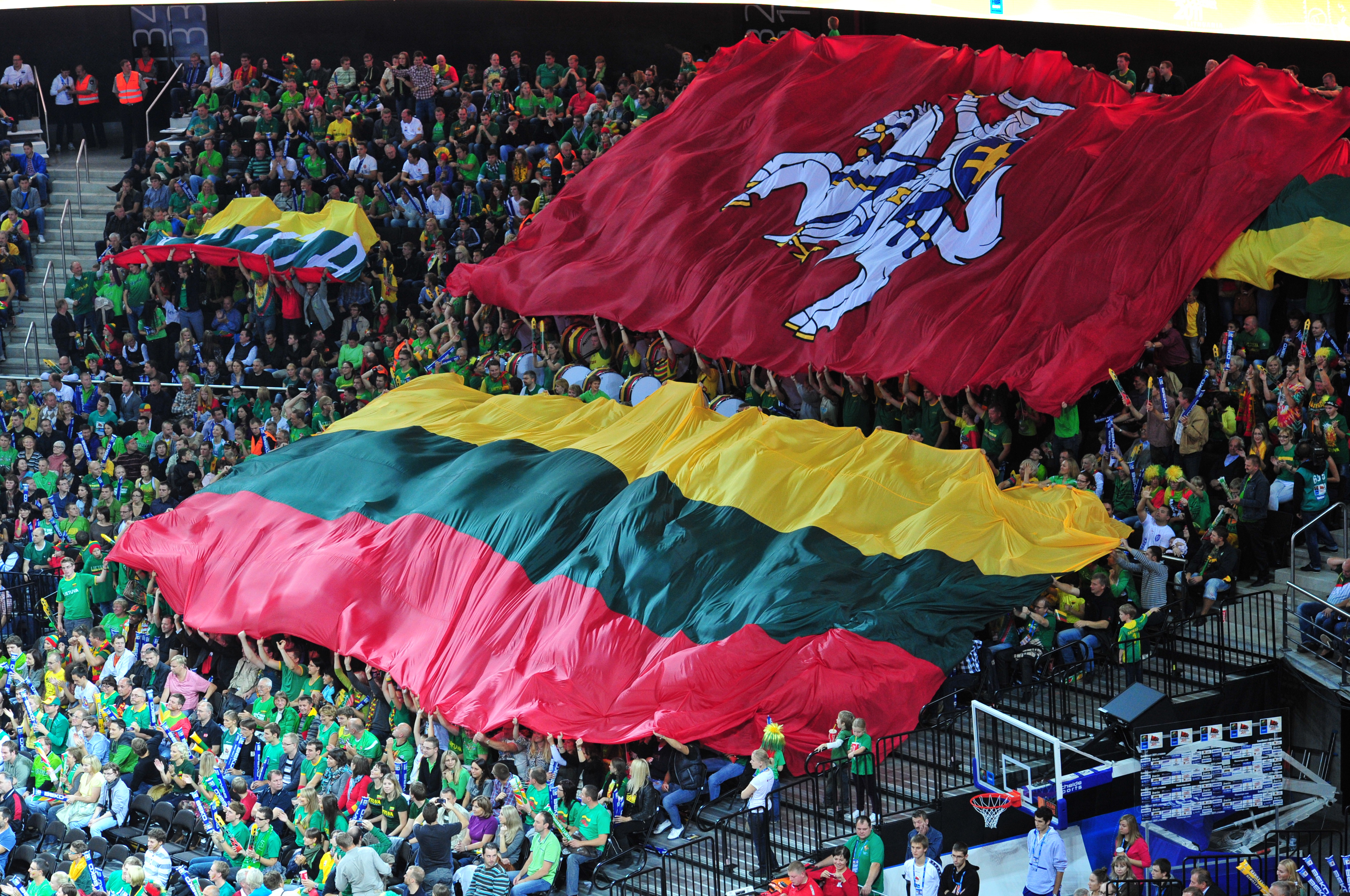
立陶宛国家男子篮球队球迷在2011年欧洲篮球锦标赛上展示立陶宛政府旗（上）和国旗

2004年修订的国旗及其他旗帜法除修改旗帜长宽比外，还正式规定政府旗。政府旗的长宽比同样是五比三，主体呈红色并有国徽图案，法律中称为“历史国家（徽章）旗”。政府旗源自议会副议长切斯洛瓦斯·尤尔舍纳斯（Česlovas Juršėnas）和纹章委员会主席埃德蒙达斯·里姆沙（Edmundas Rimša）的提议，一同提出的还有大国徽，两者均旨在纪念1253年明道加斯加冕礼750周年。政府旗和国徽都是阿尔维达斯·卡日代利斯（Arvydas Každailis）设计。这面旗帜的历史可以追溯到在格伦瓦德之战中使用的战旗。立陶宛寻求独立期间，这面旗与为数不多的另外几面旗帜均为国旗候选。
根据立陶宛国旗法，以下三个位置永久悬挂政府旗：立陶宛大公宫、特拉凯城堡，以及位于考那斯的维陶塔斯大帝战争博物馆。此外，部分地点需在特定日期悬挂政府旗，分别是：
- 2月16日：维尔纽斯城堡街签字楼旁
- 3月11日：塞玛斯宫旁
- 7月6日：维尔纽斯总统府旁
- 7月15日：国防部旁
- 10月25日：塞玛斯宫、总统府和格迪米纳斯大道11号旁

## 旗帜悬挂规定

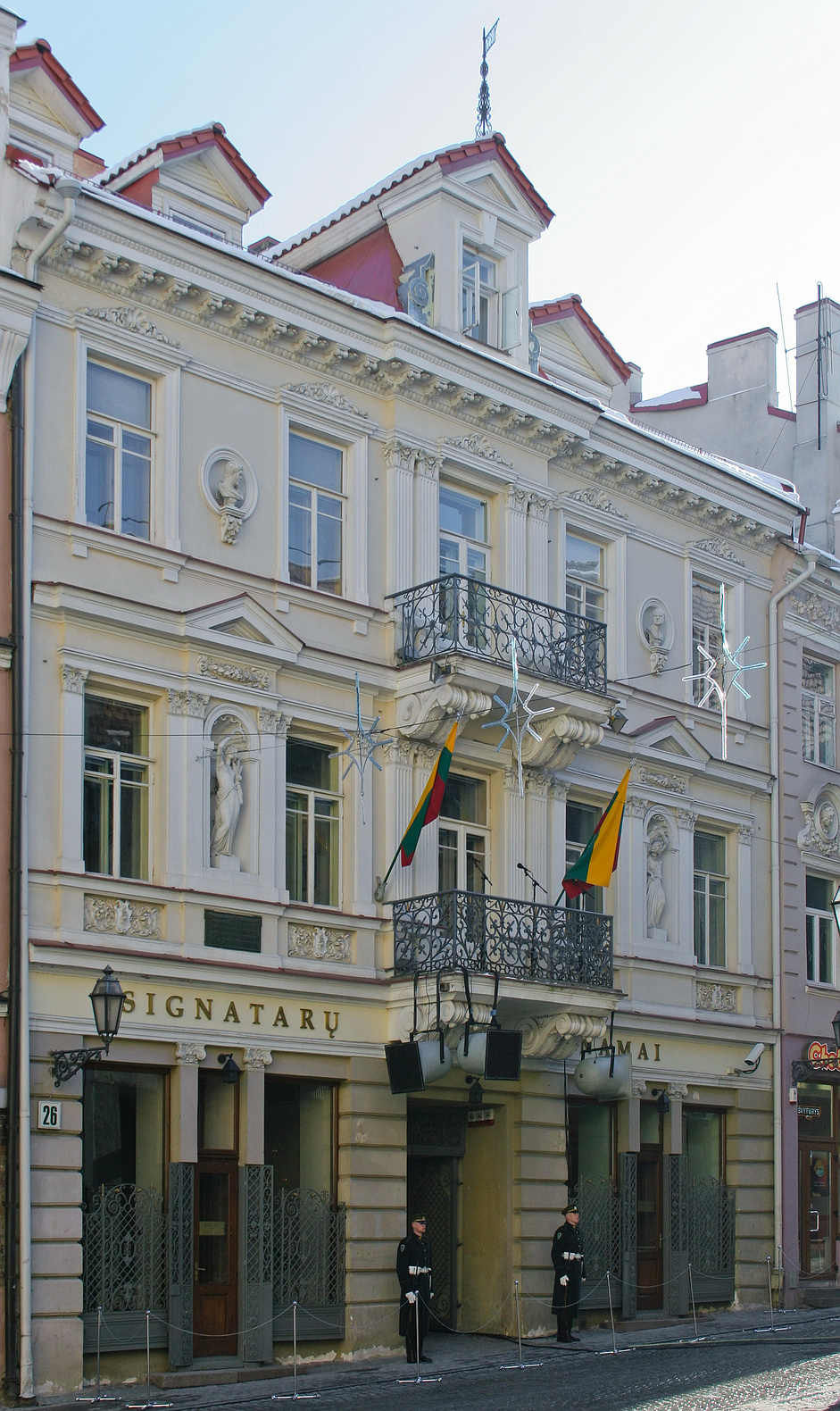
签字楼悬挂国旗（摄于2007年2月16日）

立陶宛共和国国旗及其他旗帜法规定该国境内国旗及其他旗帜生产、使用、悬挂等事宜。国旗可在公共建筑、民宅、企业、商铺、船只、城镇广场或公共仪式上以水平或垂直方式悬挂，水平展示时黄色必须在上方，垂直展示时黄色必须朝左，红色朝右。国旗需在日出至日落时间悬挂，但立陶宛境内政府机构必须全天候悬挂国旗。旗帜必须符合法定标准，不能悬挂任何脏污或破损的国旗。
遇到哀悼仪式，国旗可按以下两种方式展示。第一种通常称为降半旗，是将已经升顶的旗帜下降，下降高度为旗刊长度的三分之一。另一种是在国旗上永久附上宽十厘米的黑丝带并固定在桅杆上垂至旗帜底部，这样的国旗通常是在葬礼上用于覆盖政府官员、军人、立陶宛国家重建法签署人，以及总统签署法律指定的其他人员棺木，下葬前叠好交给往生者的近亲保管。
立陶宛国旗与其他旗帜一起悬挂时必须遵从以下顺序：国旗、政府旗、外国国旗、欧洲联盟旗帜、国际非政府组织旗帜、总统旗、军旗和政府旗、县旗、市旗，最后是其他旗帜。如有多面外国国旗与立陶宛旗帜一起悬挂，外国国旗按立陶宛语国名排列，除非议会或在立陶宛举办的会议决定采用其他语言排序。立陶宛加入欧盟后就开始悬挂歐洲旗，立陶宛也是北大西洋公約組織成员，所以能够悬挂北大西洋公約組織旗。部分情况下，爱沙尼亚国旗和拉脱维亚国旗在立陶宛也很常见，其中大部分涉及波罗的海国家独立庆祝活动。

### 国旗日
根据国旗及其他旗帜法，立陶宛鼓励每天悬挂国旗，且以下日期必须或强烈建议悬挂：
| 日期     | 名称                   | 说明                                                             |
| -------- | ---------------------- | ---------------------------------------------------------------- |
| 1月1日   | 国旗日                 | 纪念1919年国旗首度在格迪米納斯塔升起                             |
| 1月13日  | 自由战士日             | 纪念1991年立陶宛一月事件                                         |
| 2月16日  | 立陶宛重新建国日       | 1918年脱离俄罗斯帝国建国，同时悬挂拉脱维亚和爱沙尼亚国旗         |
| 2月24日  | 爱沙尼亚独立日         | 同时悬挂拉脱维亚和爱沙尼亚国旗                                   |
| 3月11日  | 立陶宛恢复独立日       | 1990年脱离苏联恢复独立，同时悬挂拉脱维亚和爱沙尼亚国旗           |
| 3月29日  | 北大西洋公约组织日     | 纪念2004年立陶宛加入北大西洋公约组织，同时悬挂北大西洋公约组织旗 |
| 5月1日   | 欧洲联盟日             | 纪念立陶宛2004年加入欧盟，同时悬挂欧洲旗                         |
| 5月9日   | 欧洲日和欧洲胜利日     | 纪念1945年二战结束，1950年创立欧洲联盟；苏联吞并时期称为“胜利日” |
| 5月15日  | 制宪议会召开日         | 纪念立陶宛制宪议会                                               |
| 6月14日  | 哀悼和希望日           | 1941年大量立陶宛人首次被驱逐到西伯利亚的日期，国旗代表哀悼       |
| 6月15日  | 占领和种族灭绝日       | 代表1940年苏联开始占领立陶宛，国旗代表哀悼                       |
| 7月6日   | 建国日                 | 纪念1253年首任国王明道加斯加冕                                   |
| 7月15日  | 格伦瓦德之战日         | 纪念1410年立陶宛和波兰战胜条顿骑士团                             |
| 8月23日  | 黑丝带日               | 代表1939年的苏德互不侵犯条约，国旗代表哀悼                       |
| 8月31日  | 自由日                 | 代表1993年苏联红军全部撤离立陶宛                                 |
| 9月23日  | 立陶宛犹太人种族灭绝日 | 纪念1943年纳粹德国摧毁维尔纽斯隔都                               |
| 10月25日 | 宪法日                 | 纪念1992年《立陶宛宪法》通过                                     |
| 11月18日 | 拉脱维亚独立日         | 同时悬挂拉脱维亚和爱沙尼亚国旗                                   |
| 11月23日 | 立陶宛军人节           | 纪念1918年立陶宛武装部队成立                                     |

除上述日期外，每逢选举，各投票站都会悬挂国旗。根据国旗及其他旗帜法第四条第七节，立陶宛政府有权决定必须显示国旗的特殊场合，如哀悼仪式。

## 其他立陶宛旗帜

军舰旗（长宽比五比三）

总统旗（长宽比六比五）

立陶宛从1992年5月25日开始使用军舰旗，采用带蓝色十字架的白色背景，左上角是国旗图案。军舰旗长宽比为五比三，十字架宽度为所在边长的十分之一。该旗曾是考纳斯游艇俱乐部的旗帜，不过当时的长宽比是三比二。舰首旗与立陶宛政府用旗相同，该国海军舰艇还采用三角形舰首旗。
1993年1月16日，立陶宛议会正式颁布立陶宛总统旗，2月18日规定旗帜配色。采用暗红色背景，中间是总统徽章，长宽比为1.2比1。
立陶宛各县均有县旗且遵丛相同的图案格局：蓝色背景，四周有十个金色洛林十字（与国徽骑士盾牌上的双十字相同），中间是该县自定的标志，大部分就是县徽。